# Naomi Wu
Naomi Wu (Shenzhen, 15 de noviembre de 1996) también conocida como Sexy Cyborg, es una creadora de contenido china, especializada en tecnología y la cultura de hágalo usted mismo. Como defensora de las mujeres en campos CTIM, el transhumanismo, el hardware de código abierto y la modificación corporal, ha desafiado los estereotipos de género y tecnológicos a través de su personalidad pública extravagante, cosificando su apariencia como herramienta de inspiración.

## Trayectoria

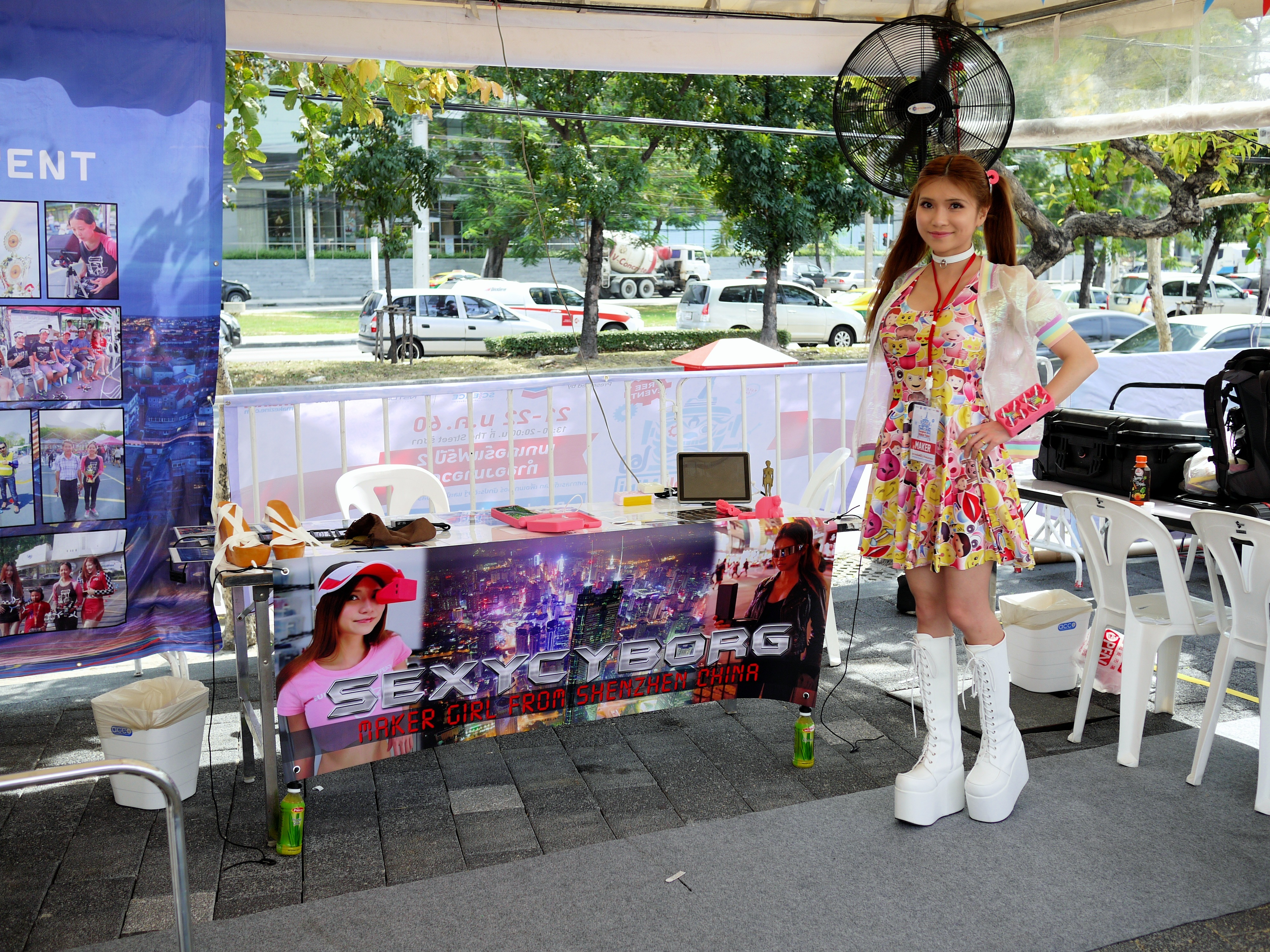
Wu en la Mini Maker Faire de Bangkok de 2017

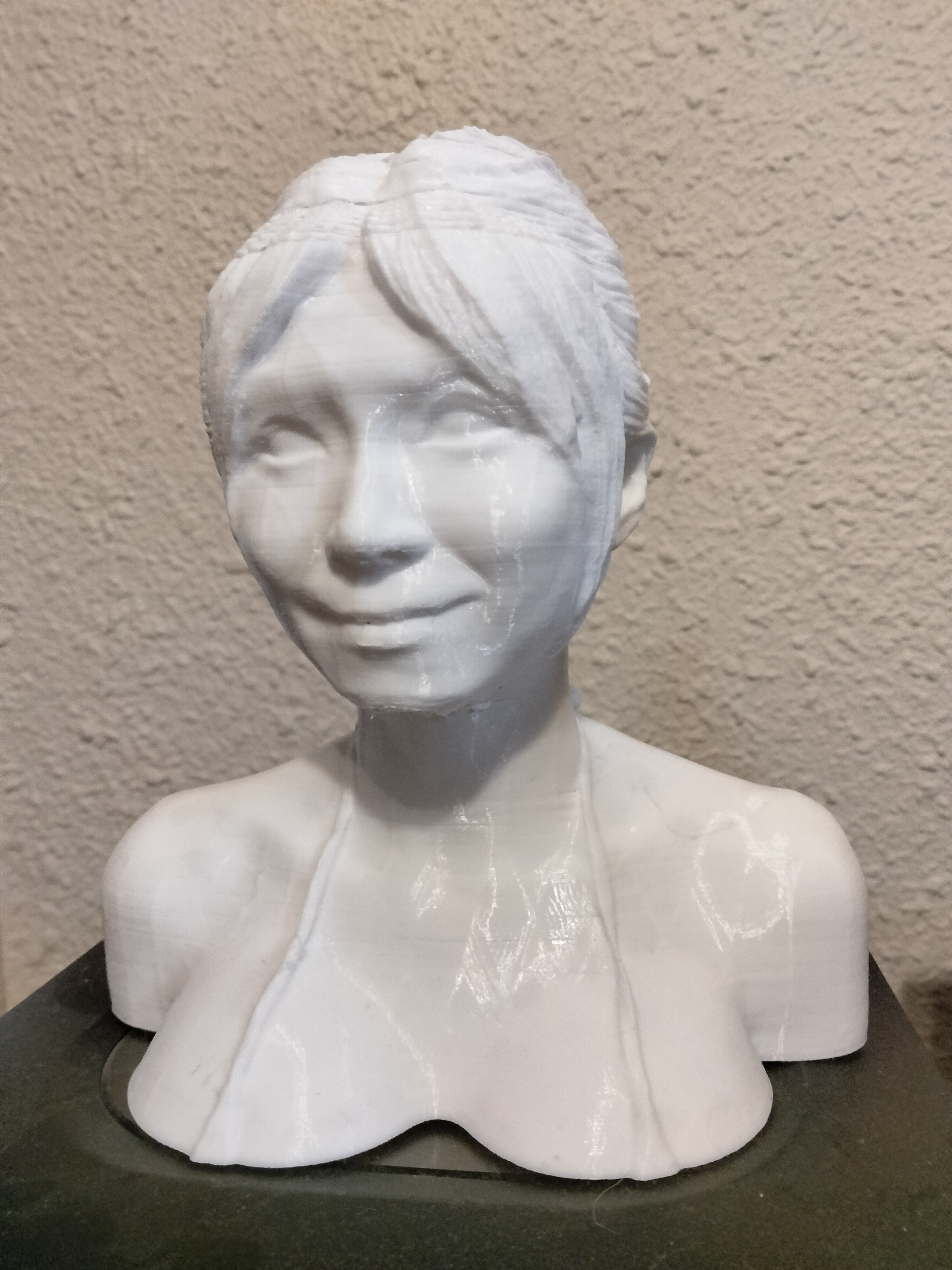
Busto impreso en 3D de 17 cm de código abierto de Wu que muestra estrías (fabricación por parte de un aficionado)

Nació el 15 de noviembre de 1996 en Shenzhen. Cursó estudios superiores de ingeniería, donde adquirió conocimientos de electrónica y robótica. Esta formación académica, combinada con su experiencia práctica, preparó el terreno para su futura carrera como influencer tecnológica. A lo largo de los años, pasó de ser una aficionada a una figura reconocida en el sector tecnológico, mostrando su trabajo a través de vídeos y tutoriales y empoderando a otras mujeres a explorar el mundo de la tecnología de bricolaje.
Los proyectos de creación de Wu se han centrado en tecnología portátil, como ropa y accesorios ciberpunk. En 2015, lanzó uno de sus primeros diseños, unos tacones de plataforma "Wu Ying" (que en chino significa "sin sombras") impresos en 3D, con un compartimento que esconde herramientas de hackers como una grabadora de pulsaciones de teclas, un enrutador inalámbrico y herramientas para abrir cerraduras. Sus proyecto han sido mencionados por publicaciones como Hackaday y Forbes.
Mientras trabajaba como codificadora profesional en Ruby on Rails, usó un seudónimo masculino para proteger su identidad y evitar la discriminación de género. También ha sido probadora de productos electrónicos.
En noviembre de 2019, las autoridades chinas detuvieron a Wu por una entrevista con The Wall Street Journal que exponía la censura china en un episodio de Patriot Act de Netflix con Hasan Minhaj.
Wu ha criticado a las empresas de software chinas por su lentitud a la hora de abordar las debilidades de seguridad; en particular, varias de las aplicaciones de teclado chinas para dispositivos móviles, que pueden ser explotadas para filtrar las pulsaciones de teclas del usuario.
Wu también advirtió que la aplicación de mensajería cifrada Signal era vulnerable, debido a problemas de implementación y a la dependencia de aplicaciones de teclado de terceros que pueden no respetar la privacidad, y sospecha que la policía vigiló y detuvo a activistas en Hong Kong en 2018 después de usar Signal para hablar con los medios de comunicación.
Desde junio de 2023, la actividad de Wu en las redes sociales se vio reducida significativamente, tras recibir una visita policial por sus críticas públicas a Signal y a las aplicaciones de teclado chinas.
Se declaró abiertamente como lesbiana, aunque antes se había casado con un hombre por conveniencia, algo que ha sido habitual entre el colectivo LGB en China.

## Reconocimientos
En 2017, durante el Día Internacional de la Mujer fue incluida en la lista de las 43 mujeres más influyentes en la impresión 3D, un campo dominado por los hombres. En febrero/marzo de 2018, Wu se convirtió en la primera persona china en aparecer en la portada de Make, que también incluía un artículo sobre sus experiencias con hardware de código abierto en China.
En diciembre de 2023, Wu fue nombrada nueva mantenedora de The Essential Guide to Electronics in Shenzhen, un libro impreso que brinda orientación para los negocios de la industria electrónica en Shenzhen y especialmente en Huaqiangbei.